# دولت الکترونیک
دولت الکترونیک (به انگلیسی: Electronic government) به کاربرد فناوری اطلاعات برای تحقق سیاست‌های نظام اداری گفته می‌شود. برای تحقق این سیاست‌ها دولت از فناوری اطلاعات برای جابجایی اطلاعات میان مردم، سازمان‌ها، بازار و ارکان دیگر دولتی استفاده می‌کند. دولت الکترونیک ممکن است توسط قوه مقننه، قوه قضائیه یا قوه مجریه به کار برده شود تا بهره‌وری داخلی را بهبود بخشد، خدمات عمومی را ارائه دهد یا روندهای دولتی مردم‌گرا را برای مردم فراهم کند.
دولت الکترونیک همچنین به‌عنوان یک حوزه مطالعاتی از سوی پژوهشگران صورت‌بندی شده‌است. حوزه مطالعاتی دولت الکترونیک دارای دو دسته نظریات بومی و وارداتی هست. نظریات وارداتی نظریاتی هستند که خارج از زمینه دولت الکترونیک شکل گرفته‌اند مانند نظریه کنشگر شبکه و ساخت‌یابی که برای حوزه مطالعاتی به جز مطالعات دولت الکترونیک توسعه پیدا کرده‌اند اما توسط پژوهشگران برای مطالعات دولت الکترونیک نیز به‌کارگرفته می‌شوند. نظریات بومی نظریاتی هستند که در داخل حوزه دولت الکترونیک شکل گرفته‌اند و به دیگر حوزه‌های مطالعاتی تسری داده شده‌اند مانند نظریات شفافیت، نظریات اطلاعاتی سازی.
با اینکه پژوهش‌ها نشان می‌دهد که دولت الکترونیک در ایران در سال‌های پایانی ریاست‌جمهوری سیدمحمد خاتمی بسیار جدی گرفته شد، اما در سال‌های بعدی طرح‌های راهبردی تا حدی کنار گذاشته شدند و اکنون ایران به لحاظ شاخص‌های حکومت الکترونیک در میان کشورهای جهان و حتی منطقه جایگاه شایسته‌ای ندارد. ارزیابی‌های انجام گرفته از شاخص دولت الکترونیک در میان ۱۹۰ کشور جهان حاکی از آن است که ایران با کسب ۴ هزار و ۸۷۶ امتیاز در رتبه ۱۰۰ جهان قرار دارد.

## تعاریف
- گروهی دولت الکترونیک را معادل کسب‌وکار الکترونیکی در یک کشور درنظر می‌گیرند که از زیرساختی واحد استفاده می‌شود.
- دولت الکترونیک سازماندهی دوباره خدمات شهروندی به کمک فناوری اطلاعات است.
- دولت الکترونیک عبارت از کاربرد فناوری اطلاعات و ارتباطات برای ارتقاء کارایی، اثر بخشی، شفافیت تبادلات و تعاملات اطلاعاتی میان دولت‌ها و درون دولت.
- دولت الکترونیک صورتی از تجارت الکترونیکی است که توسط بخش دولتی مورد استفاده قرار می‌گیرد که خدمات‌دهی و تبادل اطلاعات به‌صورت درون یا برون سازمانی گفته می‌شود.

## اهداف و مزایا
1. کاهش تشریفات دست‌وپا گیر
2. ارائه خدمات الکترونیکی
3. اطلاع‌رسانی الکترونیکی
4. تأمین رضایت شهروندان
5. افزایش اقتدار ملی
6. افزایش بهره‌وری
7. توسعه مشارکت مردمی
8. شفافیت امور و کاهش رشوه خواری
9. تصمیم‌گیری سریع مبتنی بر اطلاعات
10. اثرات مثبت زیست‌محیطی
11. کارآفرینی

## خدمات دولت الکترونیک
1. پرداخت
2. خدمات یک‌بار مصرف دولتی
3. خدمات مشاوره از راه دور
4. خدمات دلالی
5. فرم‌های الکترونیکی
6. نظر خواهی
7. کاریابی
8. ارائه داده‌های آماری
9. خدمات بازار
10. خدمات پلیس الکترونیکی
11. خدمات سیاست گذاری الکترونیکی
12. رأی‌گیری
13. خدمات ثبت الکترونیکی

مدلهای استقرار الکترونیکی

مدل سازمان ملل
ارائه مراحل پنج‌گانه جهت استقرار دولت الکترونیک:
- پیدایش و ظهور
- ارتقاء یا توسعه
- تعامل
- تراکنش
- یکپارچگی یا ادغام

مدل گارتنر
ارائه مراحل چهارگانه جهت استقرار دولت الکترونیکی:
- ظهور
- تعامل
- تراکنش
- تبدیل

## دولت ۲٫۰
دولت ۲٫۰ یا Gov 2.0 به سیاست‌های دولت اشاره دارد که هدف آن‌ها به‌کارگیری فناوری‌های مشترک و ابزارهای تعاملی اینترنت برای ایجاد یک سکوی محاسبات منبع باز است که در آن دولت، شهروندان و شرکت‌های نوآور می‌توانند شفافیت و کارایی را بهبود بخشند. به‌عبارت ساده، Gov 2.0 در مورد «قرار دادن دولت در دست شهروندان» است. Gov 2.0 اصول تعاملی وب ۲٫۰ را با دولت الکترونیک ترکیب می‌کند و مشارکت شهروندان را با به‌کارگیری سیستم‌عامل‌های منبع باز، که امکان توسعه برنامه‌های نوآورانه، وب‌سایت‌ها و ابزارک‌ها را فراهم می‌کند، افزایش می‌دهد. نقش دولت فراهم کردن داده‌های باز، خدمات وب و سیستم‌عامل‌ها به‌عنوان یک زیرساخت است.

## دولت الکترونیک ویژه فناوری
زیر مجموعه‌های خاصی از فناوری الکترونیکی دولت الکترونیک، مانند دولت m (دولت موبایل) و دولت g (برنامه‌های GIS / GPS برای دولت الکترونیک) وجود دارد. نگرانی پیشین دربارهٔ تحولات دولت الکترونیک دربارهٔ فناوری به دلیل استفاده محدود از سکوهای آنلاین به دلایل سیاسی توسط شهروندان در مشارکت سیاسی محلی است.
الگوهای تحویل اولیه دولت الکترونیک بسته به اینکه چه کسی سود می‌برد؛ طبقه‌بندی می‌شوند. در توسعه بخش‌های دولتی یا پورتال‌ها و سیستم‌عامل‌های بخش خصوصی، سامانه‌ای ایجاد می‌شود که از همه مؤلفه‌ها سود می‌برد. شهروندان نیاز به تجدید ثبت‌نام وسیله نقلیه خود، راهی مناسب برای انجام آن در حالی که پیش‌تر درگیر برآورده کردن بازرسی نظارتی هستند، دارند. از طرف شریک دولتی، تجارت آنچه را که به‌طور سنتی و تنها توسط دولت اداره می‌شود فراهم می‌کند و می‌تواند از این خدمات برای تولید سود یا جذب مشتری جدید استفاده کند. سازمان‌های دولتی از هزینه و پیچیدگی لازم برای پردازش معاملات خلاص می‌شوند.

## اختلاف نظرها

### معایب
مهمترین معایب دولت الکترونیک عدم برابری در دسترسی عمومی به رایانه و اینترنت (تقسیم دیجیتال) است و این موضوع اشاره‌ای به این واقعیت است که افرادی که درآمد کم دارند، بی‌خانمان هستند یا در مناطق دور افتاده زندگی می‌کنند. ممکن است دسترسی اندک یا ناچیز به اینترنت داشته باشند. قابلیت اطمینان اطلاعات در وب و موضوعاتی که می‌توانند در افکار عمومی تأثیر ببخشند یا مغرضانه باشند. ملاحظات و پیامدهای احتمالی بسیاری در مورد اجرای و طراحی دولت الکترونیک وجود دارد، از جمله تفکیک دولت و شهروندان آن، تأثیرگذاری بر عوامل اقتصادی، اجتماعی و سیاسی، آسیب‌پذیری در برابر حملات سایبری و اختلال در وضع موجود در این مناطق.
ماهیت سیاسی اشکال بخش عمومی نیز به‌عنوان زیان‌هایی برای سامانه‌های دولت الکترونیک ذکر شده‌است.

### اعتماد
اعتماد به دولت الکترونیک بسیار وابسته به کارکرد و اجرای آن است که می‌توان از راه اثربخشی اقدامات کنونی سنجید. این موضوع بسیار خطرناک و مستعد نوسان است تا یک سامانه اعتماد که مبتنی بر شهرت باشد، زیرا عملکرد اقدامات گذشته را درنظر نمی‌گیرد.